# Peter M. Blau
Peter Michael Blau (Beč, 7. veljače 1918. – Carrboro, 12. ožujka 2002.) bio je američki sociolog austrijskog porijekla.

## Životopis
Iako se rodio u Austriji, Blau se početkom Drugog svjetskog rata preselio u SAD gdje je 1943. godine i dobio američko državljanstvo. Premda je 1943. godine završio Elmhurst College u gradu Elmhurst u saveznoj državi Illinois nije zatim upisao studij nego je regrutiran u vojsku kada je SAD ušao u rat. Vrativši se upisao je studij te je doktorirao 1952. godine na prestižnom Sveučilištu Columbia u New Yorku. Bio je član Američkog sociološkog druženje čiji je bio predsjednik od 1973. do 1974. godine. Od 1970. godine bio je profesor na svom matičnom sveučilištu te od 1979. na State University of New York u Albanyju u državi New York.:377

## Znanstveni rad
Blau je u sociologiji poznat po svom proučavanju formalnih organizacija, no važan je u teorijskoj sociologiji gdje je dao veliki doprinos teoriji razmjene i sturturalizmu.

### Blauova teorija razmjene
Blau u svojoj teoriji daje kritični pogled na Homansovu tzv. teoriju razmjene koji pak svoju teoriju stvara na kritici Durkheima i Levi-Straussa. Homans svoje pretpostavke temelji biheviorističkim metodama prema kojem se značajke interakcije temelje metodom kazna i nagrada tj. odnosi između pojedinaca su slični ekonomskim odnosima.
S druge strane, Peter Blau postavlja pitanje: kako društveni život postaje organiziran u sve kompleksnijim sturkturama društva? Da bi se dogodila interakcija između pojedinaca, on postavlja četiri stupnja tog procesa:285:
- osobna razmjena uzmeđu pojedinaca dovodi do porasta
- Razlika između jačine moći također može dovesti do
- Legitimacija i organizacija
- Pojava opozicije unutar strukture

Isto tako, Blau smatra kako su za interakciju bitni četiri tipa vrijednosti od kojih svaki uzrokuju različite funkcije:288-289:
1. Partikularističke vrijednosti – sredstva integracije i solidarnosti
2. Sveukupne vrijednosti – standardi koji mogu procijeniti relativna vrijednost različitih društvenih pojava
3. Vrijednosti legitimirajućeg autoriteta: vrijednosti koje nekim ljudima daju više moći od drugih
4. socijalne činjenice – one zamjenjuju osobu i njezin unutarnji karakter za neke društvene skupine

### Blauov strukturalizam
On ustvari ponovno uvodi pojam strukturalizma jer ga diže iz pepela i oblikuje u novom svijetlu. Za Blaua je strukturalizam zadatak sociologije da analizira strukturu nekog društva i interakcije između njenih dijelova. Na taj način on odbacuje i ne gleda društvo kao skup kulturoloških i psiholoških karakteristika. Za njega su bitne grupe i klase unutar neko društva stoga on društvo dijeli na dva bitna čimbenika:oblike udruživanja i proces socijalne mobilnosti između društvenih položaja.:374-375
Govoreći o podjeli na klase, Blau uviđa dvije vrste podjele. Najprije su nominalni parametri koji razlikuju stanovništvo temeljem određenih fizičkih karakteristika poput spola ili rase. Druga je vrsta gradualni parametri parametri u koje spadaju prihod ili bogatstvo te stoga Blau definira grupu, u koju spadaju nominalni parametri, te status, gdje su gradualni parametri.:375
Također, Blau definira i dva oblika diferencijacije. Heterogenost koji uključuje raspored pojedinaca prema nominalnim parametrima te nejednakost koji se temelje na gradualnim parametrima. Stoga, Blau zaključuje kako će u društvu uvijek postojati nejednakosti, a heterogenosti neće je biti previše.:375

## Popis djela
- Formalne organizacije, 1962.
- Razmjena i moć u društvenom životu, 1964.
- Američka struktura zanimanja, 1967.
- Nejednakost i heterogenost, 1977.
- Strukturalni konteksti mogućnosti, 1994.